# Hyalogryllacris subdebilis
Hyalogryllacris subdebilis är en insektsart som först beskrevs av Johann Gottlieb Otto Tepper 1892.  Hyalogryllacris subdebilis ingår i släktet Hyalogryllacris och familjen Gryllacrididae.

## Underarter
Arten delas in i följande underarter:
- H. s. subdebilis
- H. s. subecaudata